# Lee Lai Shan
Lee Lai Shan (Cheung Chau, 5 september 1970) is een Hongkongs zeiler.
Ze werd in 1996 olympisch kampioen windsurfen. Dit was de eerste Olympische medaille behaald door een atleet uit Hong Kong.
Lee werd in totaal driemaal wereldkampioen windsurfen.

## Resultaten

### Wereldkampioenschappen
| Jaar | Plaats         | Resultaten |
| ---- | -------------- | ---------- |
| 1993 | Kashiwazaki    | Mistral    |
| 1995 | Port Elizabeth | Mistral    |
| 1996 | Haifa          | Mistral    |
| 1997 | Fremantle      | Mistral    |
| 2000 | Mar del Plata  | Mistral    |
| 2001 | Varkiza        | Mistral    |

### Olympische Zomerspelen
| Jaar | Plaats    | Resultaten  |
| ---- | --------- | ----------- |
| 1992 | Barcelona | 11e Lechner |
| 1996 | Atlanta   | Mistral     |
| 2000 | Sydney    | 6e Mistral  |
| 2004 | Athene    | 4e Mistral  |

1992: Barbara Kendall ·
1996: Lee Lai Shan ·
2000: Alessandra Sensini ·
2004: Faustine Merret ·
2008: Yin Jian ·
2012: Marina Alabau ·
2016: Charline Picon ·
2020: Lu Yunxiu ·
2024: Marta Maggetti